# لويس مارتينز (لاعب كرة قدم)
لويس مارتينز هو مدرب كرة قدم ولاعب كرة قدم برتغالي، ولد في 29 نوفمبر 1963 في لشبونة في البرتغال. لعب مع زينيت سانت بطرسبرغ.